# Terrers (Olius)
Terrers és una masia situada al municipi d'Olius, a la comarca catalana del Solsonès. Es troba a la vora de la rasa homònima.